# 상처 투성이 마리아
상처 투성이 마리아는 어반가르드의 음반이다.

## 앨범 소개
"수난의 계절에 있는 소년 소녀들"

상처 받고 싶으니까 상처 받고 싶은 거야.

어반가르드 최초의 맥시 싱글은, 피인가, 무지개인가.

## 초회한정반

### 수록곡
1. 상처 투성이 마리아 (傷だらけのマリア)
2. 내일 지진이 일어난다면 (あした地震がおこったら)
3. 패밀리 송 (ファミリーソング)
4. 세일러 복을 벗지 말아줘 RAVEMAN (Aural Vampire) remix  (セーラー服を脱がないで RAVEMAN（Aural Vampire）remix)

### 초회 특전 DVD
1. 상처 투성이 마리아 ON AIR VERSION (수정판)(傷だらけのマリア ON AIR VERSION（修正済）)
2. 상처 투성이 마리아 OFF AIR VERSION (무수정판)(傷だらけのマリア OFF AIR VERSION（無修正）)

## 통상반
1. 상처 투성이 마리아 (傷だらけのマリア)
2. 내일 지진이 일어난다면 (あした地震がおこったら)
3. 패밀리 송 (ファミリーソング)
4. 여자 아이 전쟁 YOKOTAN remix (女の子戦争 YOKOTAN remix)
5. 상처투성이 마리아 (KARAOKE)(傷だらけのマリア（KARAOKE）)

## 수록 앨범
- 소녀의 증명 [[소녀의 증명|(少女の証明)]] (#1)